# Erika Hingst-Zaher
Erika Hingst-Zaher é bióloga, naturalista e professora universitária brasileira. É pesquisadora pelo Instituto Butantan e pelo Museu de Zoologia da Universidade de São Paulo. É notável na comunidade pelos esforços em prol da divulgação científica aliada a conservação, tal como pela coordenadoria do Museu Biológico do Instituto Butantan, e pela organização de eventos de observação de aves e ciência cidadã tais como o Avistar.